# Poděbaby
Poděbaby (německy Podiebab) je vesnice, část města Havlíčkův Brod. Nachází se asi 3,5 km na západ od centra Havlíčkova Brodu. Součástí Poděbab jsou také lokality Dolní Papšíkov, Horní Papšíkov, Lipka, Občiny a Vršek. V roce 2009 zde bylo evidováno 172 adres. V roce 2001 zde žilo 347 obyvatel. V údolí západně od osady protéká Úsobský potok, který je levostranným přítokem řeky Sázavy.
Poděbaby je také název katastrálního území o rozloze 5,18 km2. V katastrálním území Poděbaby leží i část obce Havlíčkův Brod. V katastrálním území se nachází letiště Havlíčkův Brod.

## Historie
První písemná zmínka o obci pochází z roku 1278. V letech 1961-1976 byla Březinka částí obce Poděbaby.

## Památky

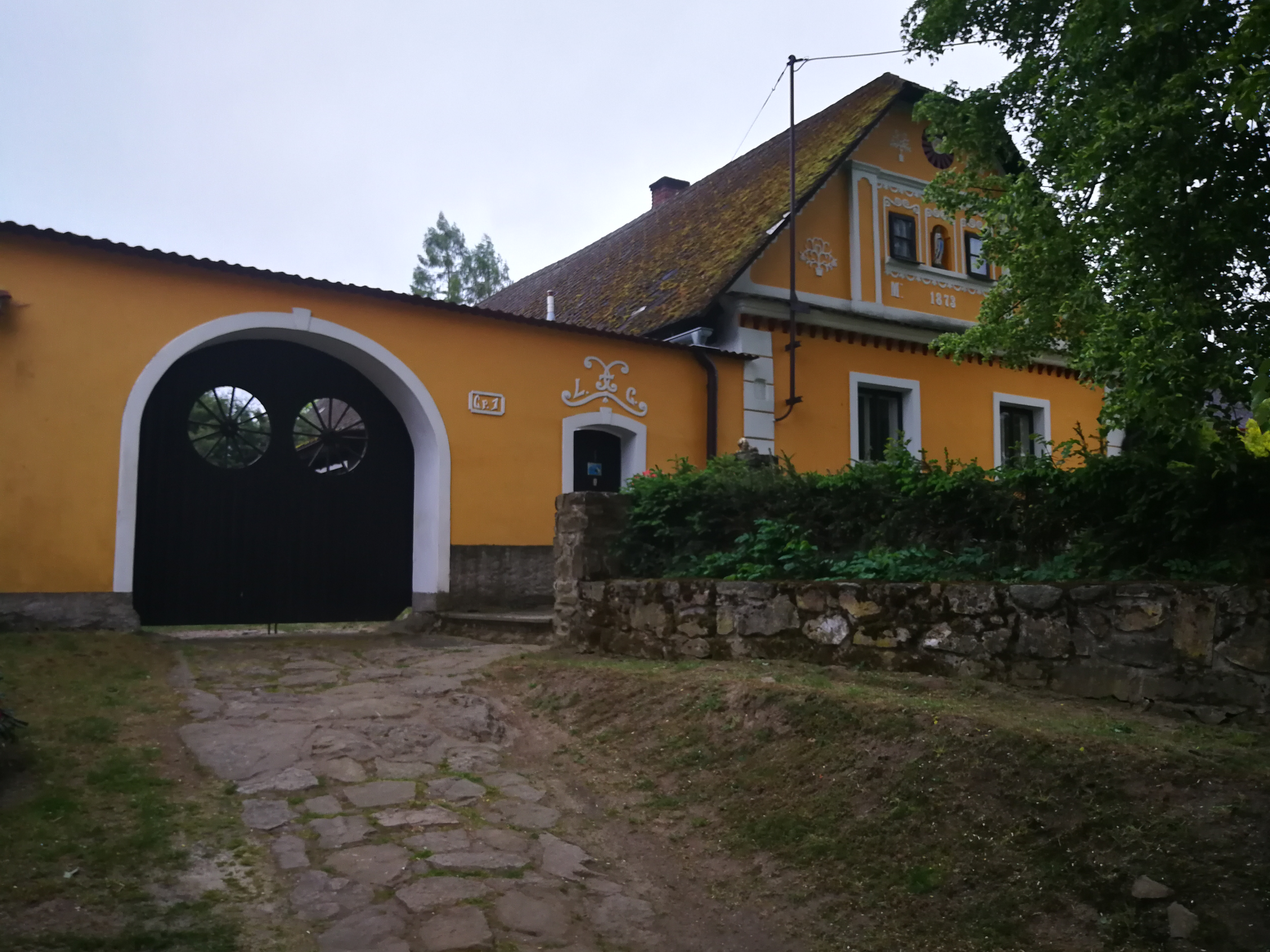
Dům čp.1

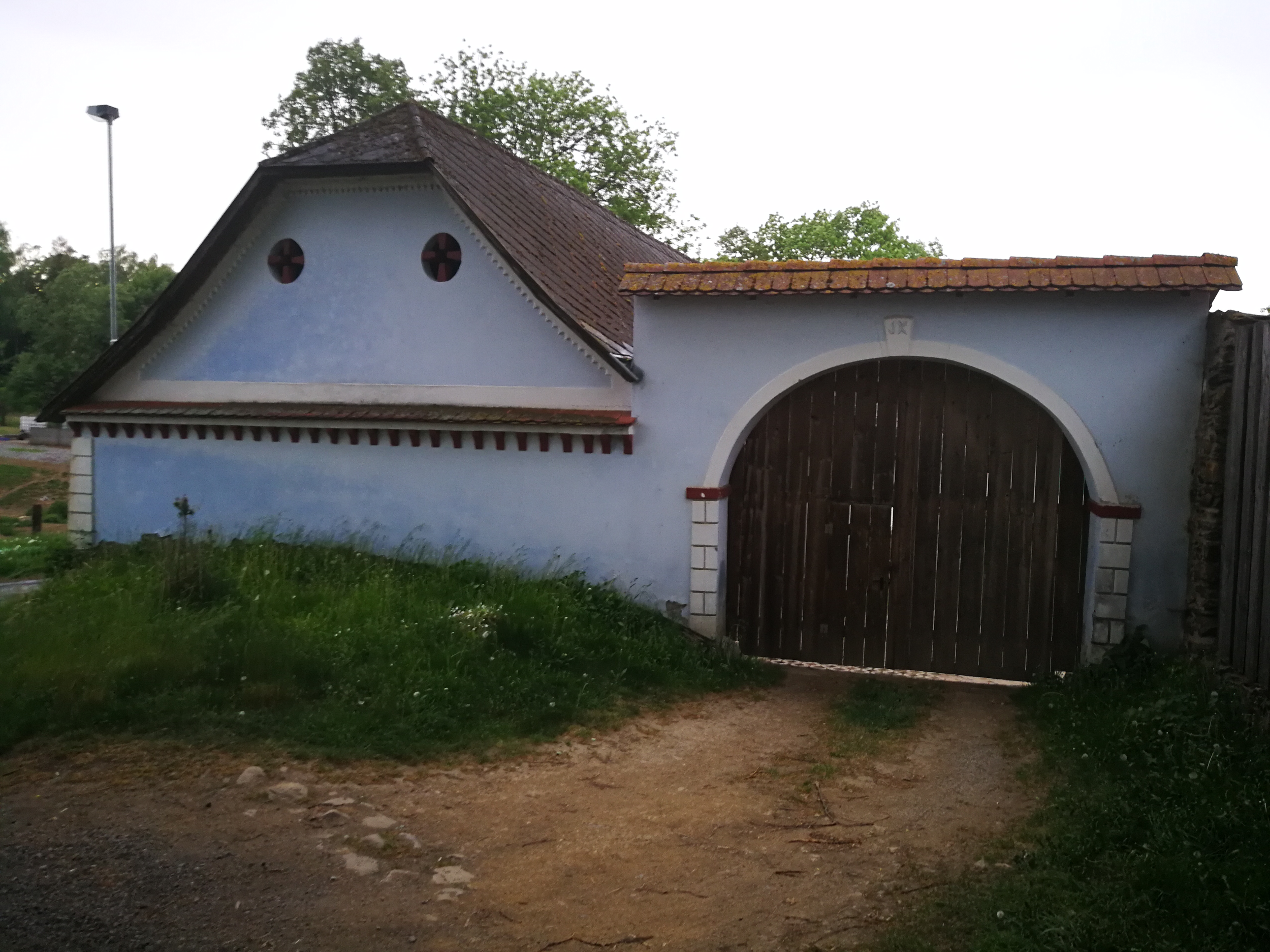
Dům čp.2

- dům čp. 1
- dům čp. 2
- křížek na severovýchodním okraji návsiKřížekDům čp.1Dům čp.2

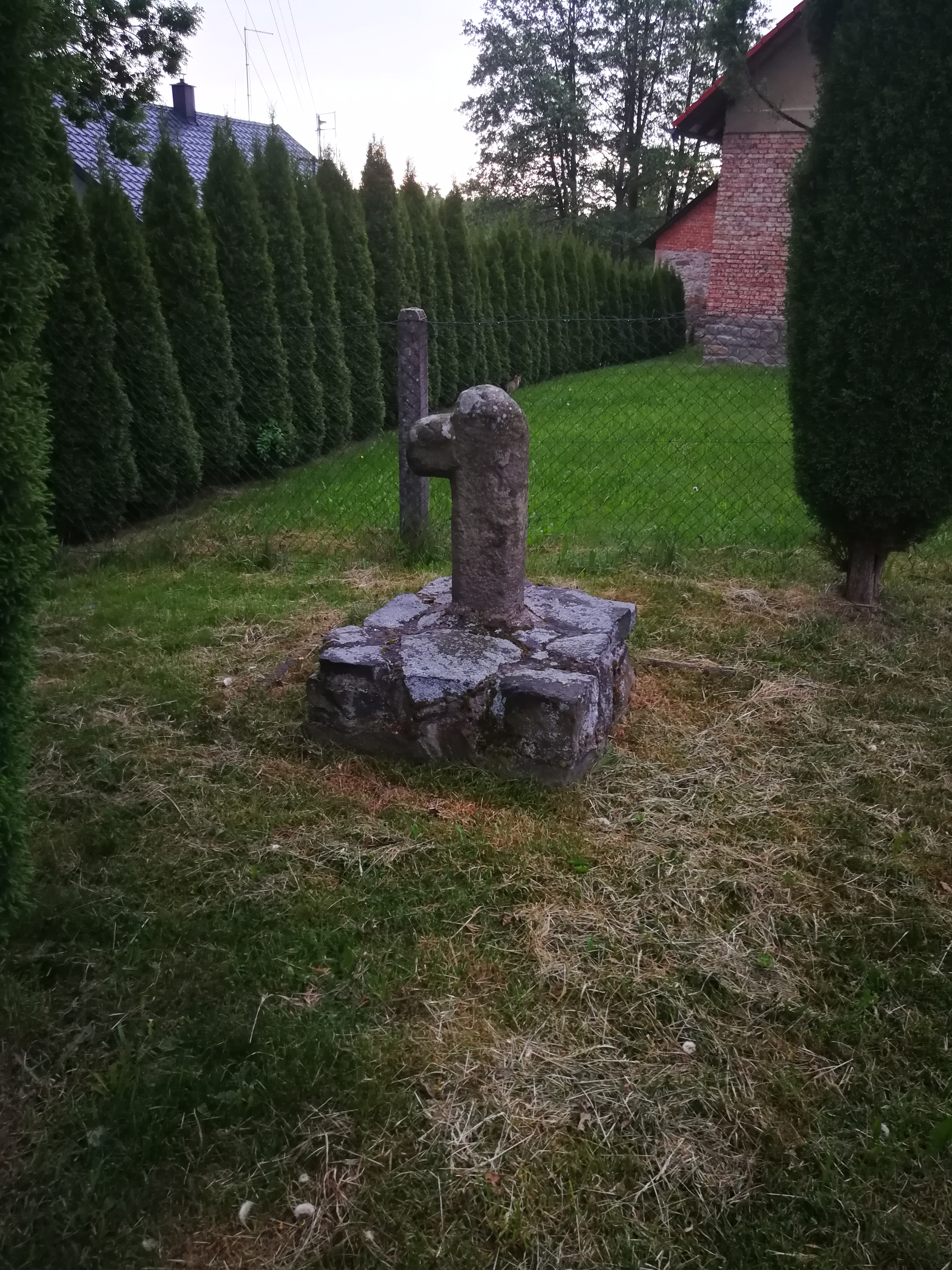
Křížek